# Subenfriamiento
El término subenfriamiento refiere a un líquido existente a una temperatura por debajo de su normal de punto de ebullición. Por ejemplo, el agua hierve a 373 K; a temperatura ambiente (300 K), el agua se denomina "subenfriada". Un líquido subenfriado es el estado conveniente en el que, por ejemplo, los refrigerantes pueden sufrir las etapas restantes de un ciclo de refrigeración. Normalmente, un sistema de refrigeración tiene una etapa de subenfriamiento, lo que permite a los técnicos estar seguros de que la calidad, en la cual el refrigerante llega al siguiente paso del ciclo, es la deseada. El subenfriamiento puede tener lugar en intercambiadores de calor y fuera de ellos. Siendo procesos tanto similares como inversos, el subenfriamiento y el supercalentamiento son importantes para determinar la estabilidad y el buen funcionamiento de un sistema de refrigeración.

## Aplicación

### Funcionamiento de la válvula de expansión y seguridad del compresor

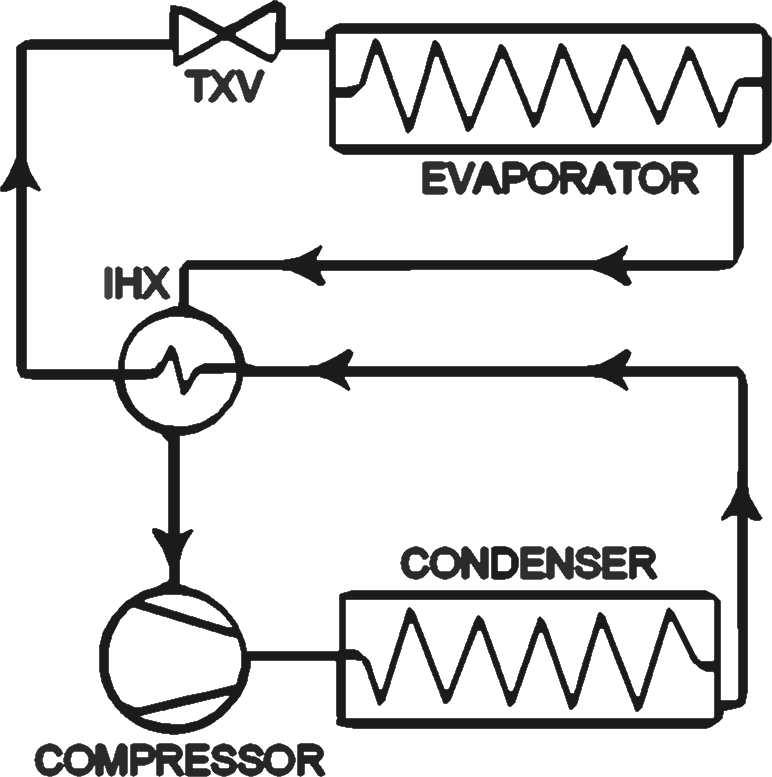
Un pequeño diagrama de un sistema de refrigeración con subenfriamiento mecánico y sobrecalentamiento acoplado por un intercambiador de calor interno (IHX).

El subenfriamiento se usa normalmente de modo que cuando el refrigerante de ciclo alcanza la válvula de expansión termostática, su totalidad está en su forma líquida, permitiendo así que la válvula funcione correctamente. Si el gas llega a la válvula de expansión, en un sistema de refrigeración, pueden ocurrir una serie de fenómenos generalmente no deseados. Estos pueden terminar conduciendo a comportamientos similares a los observados con los fenómenos del gas instantáneo: problemas en la regulación del petróleo a lo largo del ciclo; Mal uso excesivo e innecesario de energía y desperdicio de electricidad; mal funcionamiento y deterioro de varios componentes en la instalación; El rendimiento irregular de los sistemas en general, y, en una situación totalmente ajena, incluso engranajes arruinados.
Otra aplicación importante y muy común del subenfriamiento es su uso indirecto en el proceso de sobrecalentamiento. El sobrecalentamiento es análogo al subenfriamiento de manera operativa, y ambos procesos se pueden acoplar utilizando un intercambiador de calor interno. El subenfriamiento aquí se sirve solo desde el sobrecalentamiento y viceversa, lo que permite que el calor fluya desde el refrigerante a una presión más alta (líquido) a la que tiene una presión más baja (gas). Esto crea una equivalencia energética entre el subenfriamiento y los fenómenos de sobrecalentamiento cuando no hay pérdida de energía . Normalmente, el fluido que se está subenfriando está más caliente que el refrigerante que se está sobrecalentando, lo que permite un flujo de energía en la dirección necesaria. El sobrecalentamiento es crítico para el funcionamiento de los compresores. Debido a que un sistema que carece de él puede proporcionar al compresor una  mezcla de gas líquido, situación que generalmente conduce a la destrucción del compresor de gas porque el líquido es incompresible. Esto hace que el subenfriamiento una fuente fácil y generalizada de calor para el proceso de sobrecalentamiento.

### Optimización del sistema y el ahorro de energía
Además de esto, permitir que el proceso de subenfriamiento ocurra fuera del condensador (como con un intercambiador de calor interno) es una buena manera de agotar toda la capacidad de intercambio de calor del dispositivo de condensación. Una gran parte de los sistemas de refrigeración utiliza una parte del condensador para el subenfriamiento, que, aunque es muy eficaz y simple, puede considerarse un factor de disminución en la capacidad de condensación nominal. Se puede encontrar una situación similar con el sobrecalentamiento que tiene lugar en el evaporador, por lo tanto, un intercambiador de calor interno es una solución buena y relativamente barata para la maximización de la capacidad de intercambio de calor.
Finalmente, otra aplicación generalizada de subenfriamiento es impulsar y economizar. A la inversa del sobrecalentamiento, el subenfriamiento o la cantidad de calor extraído del refrigerante líquido en el proceso de subenfriamiento, se manifiesta como un aumento en la capacidad de refrigeración del sistema. Esto significa que cualquier extracción de calor adicional después de la condensación (subenfriamiento) permite una mayor proporción de absorción de calor en etapas posteriores del ciclo. Debe notarse que el sobrecalentamiento tiene exactamente el efecto inverso, y que un intercambiador de calor interno solo, no es capaz de aumentar la capacidad del sistema debido a que el sobrecalentamiento se ve atenuado por el sobrecalentamiento, lo que hace que la ganancia neta de la capacidad sea igual a cero. Sin embargo, algunos sistemas pueden mover refrigerante y/o eliminar el calor usando menos energía porque lo hacen en fluidos de alta presión que luego enfrían o subenfrían los fluidos de presión más baja (que son más difíciles de enfriar).

## Subenfriamiento natural y artificial
El proceso de subenfriamiento puede ocurrir de muchas maneras diferentes; por lo tanto, es posible distinguir entre las diferentes partes en las que tiene lugar el proceso. Normalmente, el subenfriamiento se refiere a la magnitud de la caída de temperatura que se puede medir fácilmente, pero es posible hablar de subenfriamiento en términos de la eliminación del calor total. El subenfriamiento más conocido es el subenfriamiento del condensador, que generalmente se conoce como la caída de temperatura total que tiene lugar dentro del condensador, inmediatamente después de que el fluido se haya condensado totalmente, hasta que abandone la unidad de condensación.
El subenfriamiento del condensador difiere del subenfriamiento total, generalmente porque después del condensador, a lo largo de la tubería, el refrigerante puede tender a enfriarse aún más naturalmente, antes de que llegue a la válvula de expansión, pero también debido al subenfriamiento artificial. El subenfriamiento total es la caída de temperatura completa que experimenta el refrigerante desde su temperatura de condensación real hasta la temperatura del concreto que tiene al alcanzar la válvula de expansión: este es el subenfriamiento efectivo.
El subenfriamiento natural es el nombre que normalmente se le da a la caída de temperatura producida dentro del condensador (subenfriamiento del condensador), combinada con la caída de temperatura que ocurre a través de la tubería sola, excluyendo cualquier intercambiador de calor de cualquier tipo. Cuando no hay subenfriamiento mecánico ( es decir, un intercambiador de calor interno), el subenfriamiento natural debe ser igual al subenfriamiento total. Por otro lado, el subenfriamiento mecánico es la temperatura reducida por cualquier proceso artificial que se coloca deliberadamente para crear subenfriamiento. Este concepto se refiere principalmente a dispositivos tales como intercambiadores de calor internos, cascadas de subenfriamiento independientes, economizadores o refuerzos.

## Economizador y eficiencia energética
Los fenómenos de subenfriamiento están íntimamente relacionados con la eficiencia en los sistemas de refrigeración. Esto ha llevado a mucha investigación en el campo. La mayor parte del interés radica en el hecho de que algunos sistemas funcionan en mejores condiciones que otros debido a las mejores (mayores) presiones operativas, y los compresores que forman parte de un circuito de subenfriamiento son generalmente más eficientes que los compresores que tienen su líquido subenfriado.
Además de impulsar y economizar, es posible producir sistemas de subenfriamiento en cascada, capaces de subenfriar el líquido con un sistema análogo y separado. Este procedimiento es complejo y costoso, ya que implica el uso de un sistema completo (con compresores y todo el equipo) solo para el subenfriamiento. Aun así, la idea ha suscitado cierta investigación, ya que hay algunos supuestos beneficios. Además, el Departamento de Energía de Estados Unidos emitió una alerta de tecnología federal que menciona el subenfriamiento de refrigerante como una forma confiable de mejorar el rendimiento de los sistemas y ahorrar energía. Hacer que este tipo de sistema sea operativamente independiente del sistema principal y comercialmente posible está sujeto a estudio debido a las reclamaciones mencionadas. La separación de la unidad de subenfriamiento del ciclo principal (en términos de diseño) no es una alternativa económicamente viable. Este tipo de sistema generalmente requiere el uso de costosos sistemas de control electrónico para monitorear las condiciones termodinámicas del fluido. Recientemente, en Chile se ha desarrollado un producto capaz de aumentar la capacidad del sistema agregando subenfriamiento mecánico a cualquier sistema de refrigeración genérico no específico.
El principio de subenfriamiento detrás de todas estas aplicaciones es el hecho de que, en términos de transferencia de calor, todo el subenfriamiento se agrega directamente a la capacidad de enfriamiento del refrigerante (ya que el sobrecalentamiento se deducirá directamente). A medida que los compresores que están subenfriando funcionan en estas condiciones más fáciles, una presión más alta hace que sus ciclos de refrigerante sean más eficientes, y el calor que se extrae por este medio es más barato que el del sistema principal, en términos de energía.

## Sistemas de dióxido de carbono
En un sistema de refrigeración común, el refrigerante sufre cambios de fase de gas a líquido y de líquido a gas. Esto permite considerar y discutir los fenómenos de sobrecalentamiento y subenfriamiento, principalmente porque el gas debe enfriarse para convertirse en líquido y el líquido debe volver a calentarse para convertirse en gas. Como hay pocas posibilidades de completar esto para la totalidad del refrigerante que fluye sin subenfriamiento o sobrecalentamiento, en la refrigeración por compresión de vapor convencional, ambos procesos son inevitables y siempre aparecen.